# Hammermühle (Overath)
Hammermühle ist ein Ortsteil von Overath im Rheinisch-Bergischen Kreis in Nordrhein-Westfalen, Deutschland. Der Wohnplatz war Standort einer Getreidemühle, eines Hammerwerks, einer Eisenhütte und eines Wasserkraftwerks.

## Lage und Beschreibung
Der Ortsteil Hammermühle liegt oberhalb der Agger zwischen der Bundesstraße 55 (die hier Kölner Straße heißt), der Eisenbahnlinie Köln – Gummersbach und dem Autobahnanschluss A4. Es handelt sich um ein 213.000 m2 großes, voll bebautes Gewerbegebiet. In der Nähe finden sich der Gewerbe- und Industriepark Burghof und das Gewerbegebiet Diepenbroich.

## Geschichte
Die Hammermühle an der Agger bei Overath war zuerst Standort einer Bannmühle, die Großbernsauer Mühle. Im Laufe ihrer Geschichte wurde die Mühlenanlage als Getreide-, Öl-, Hammer- und Sägemühle, sowie als Wasserkraftwerk genutzt und auch Unteracher Mühle genannt.
Am 12. November 1667 erteilte der bergische Herzog Pfalzgraf Philipp Wilhelm dem Johann Adolf Freiherr von Wylich zu Großbernsau die Erlaubnis zum Bau einer Eisenhütte mit angegliedertem Hammerwerk bei der Mühle. Zu diesem Zweck wurde der Wassergraben der Mühle unter Protest und Beschwerden der Altbernsauer Besitzer der Altmühle verlängert, der Diepenbroicher Bach führte ebenfalls Wasser zu. Das Erz für die Eisenhütte kam aus dem ostbergischen Kaltenbacher Erzrevier.
1719 wurde die Hammermühle außer Betrieb genommen, aber ein paar Jahre später wieder verpachtet und 1769 erneut erwähnt. Im 18. Jahrhundert wurde das Hammerwerk zu einer Getreidemühle umgebaut.
Die Wassermühle ist auf der Charte des Herzogthums Berg des Carl Friedrich von Wiebeking aus dem Jahr 1789 als Mühlensymbol, aber unbeschriftet eingezeichnet. Aus der Karte geht hervor, dass der Ort zu dieser Zeit Teil der Honschaft Burg im Kirchspiel Overath war.
1806 wurde mit der napoleonischen Besetzung der Mühlenzwang aufgehoben und die Betreiber gerieten aufgrund dessen in finanzielle Schwierigkeiten. Der Siedlungsbereich bei der Hammermühle ist auf der Topographischen Aufnahme der Rheinlande von 1817 als Hammer M. mit Mühlensymbol verzeichnet. Die Preußische Uraufnahme von 1845 zeigt den Wohnplatz unter dem Namen Hammer. Ab der Preußischen Neuaufnahme von 1892 ist der Ort auf Messtischblättern regelmäßig als Hammer M. oder Hammermühle verzeichnet.
1822 lebten vier Menschen im als Hammer-Mühle kategorisierten Ort, der nach dem Zusammenbruch der napoleonischen Administration und deren Ablösung zur Bürgermeisterei Overath im Kreis Mülheim am Rhein gehörte. Auch für das Jahr 1830 werden für den als Hammer-Mühle bezeichneten Ort vier Einwohner angegeben.
Die Bevölkerungsliste von Overath für das Jahr 1843 verzeichnet für Hammermühle Nr. 43 drei Bewohner: Den 28-jährigen Müller Heinrich Bonn und die Mägde Catharina Frings (26) und Gertraud Tente (29), alle katholisch. Auch 1845 besaß laut der Uebersicht des Regierungs-Bezirks Cöln als Mühle kategorisierte und Hammer-Mühle bezeichnete Ort ein Wohngebäude mit drei Einwohnern, alle katholischen Bekenntnisses.  Die Gemeinde- und Gutbezirksstatistik der Rheinprovinz führt Hammermühle 1871 mit einem Wohnhaus und zehn Einwohnern auf.
Das Adressbuch von 1885–88 gibt einen Besitzer J. Schuhmacher an. Im Gemeindelexikon für die Provinz Rheinland von 1888 werden für Hammermühle ein Wohnhaus mit elf Einwohnern angegeben. 1895 besitzt der Ort ein Wohnhaus mit 16 Einwohnern, 1905 werden ein Wohnhaus und elf Einwohner angegeben.
1895 wurde ein Sägewerk eingerichtet, 1910 wurde in der Anlage mittels der Wasserkraft durch einen Generator Strom erzeugt. Das Wasserkraftwerk versorgte als erste öffentliche Stromversorgung Overaths den Ort mit elektrischer Energie. 1913 wurde auch der Ortsteil Marialinden an das lokale Stromnetz angeschlossen.
Das Kraftwerk wurde in der zweiten Hälfte des 20. Jahrhunderts stillgelegt und der Name ging auf das am Ort entstandene Gewerbegebiet über. Von der Mühlenanlage blieben nur ein Wohnhaus und Teile des Mühlengrabens erhalten.

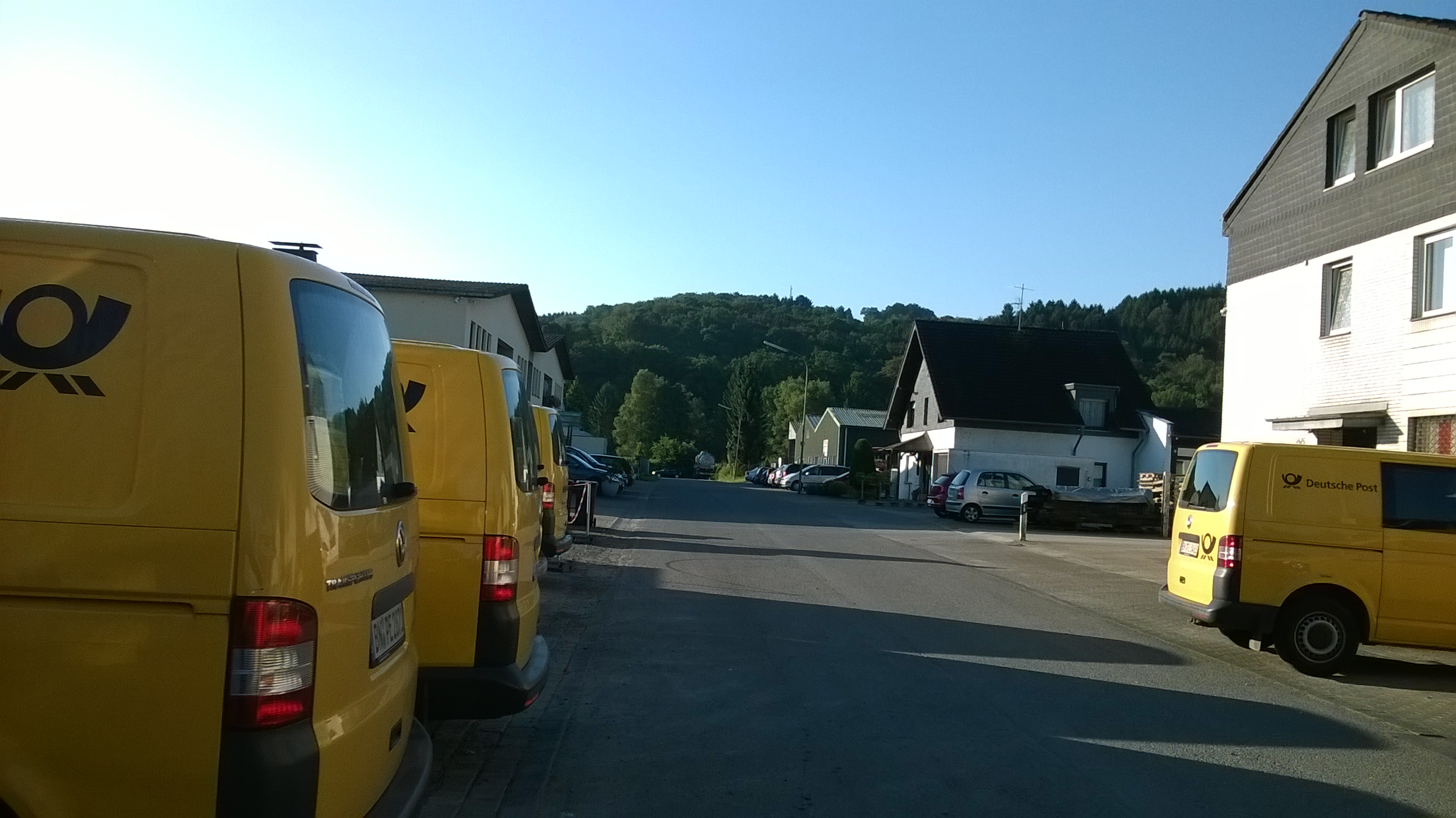
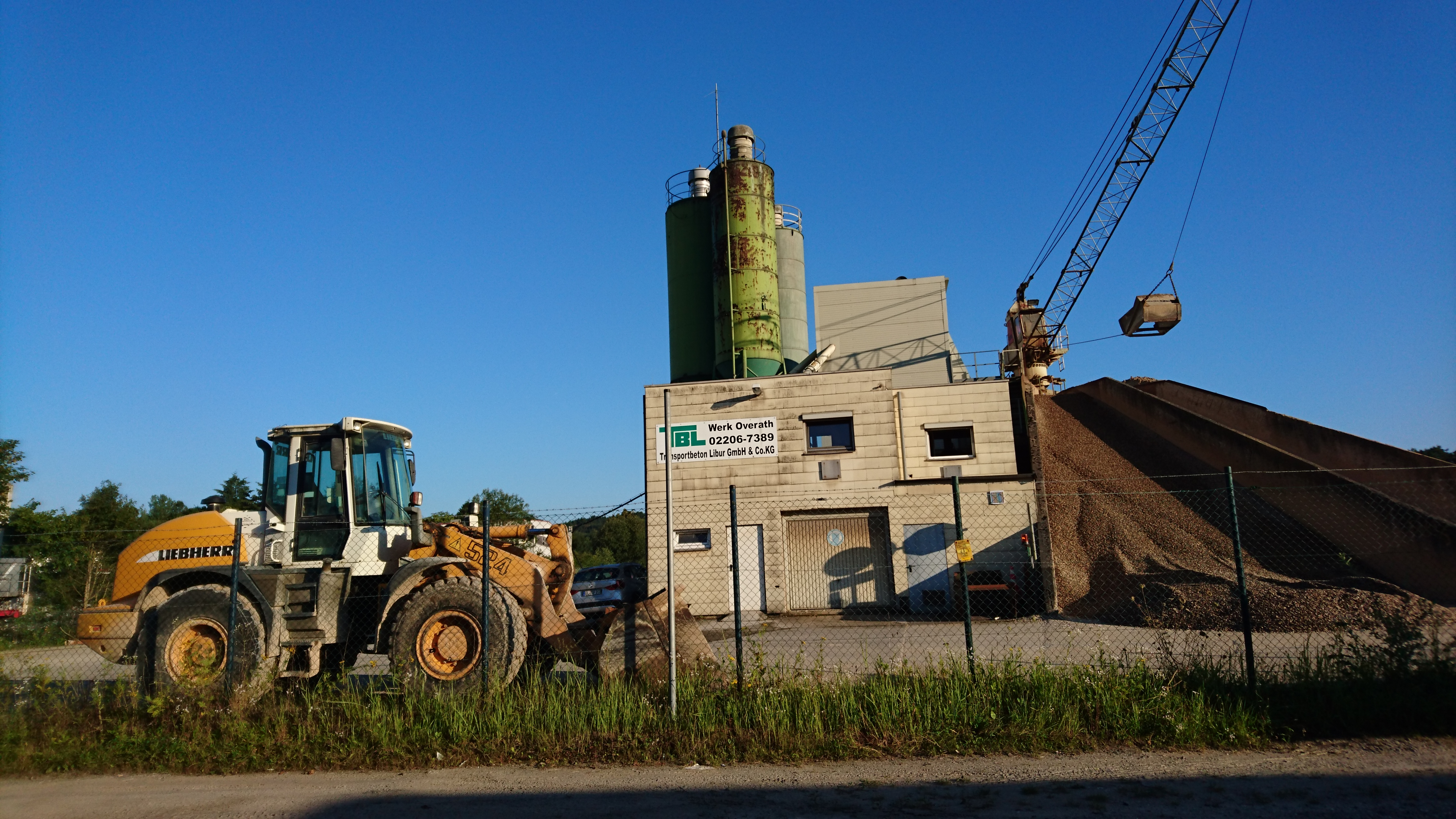
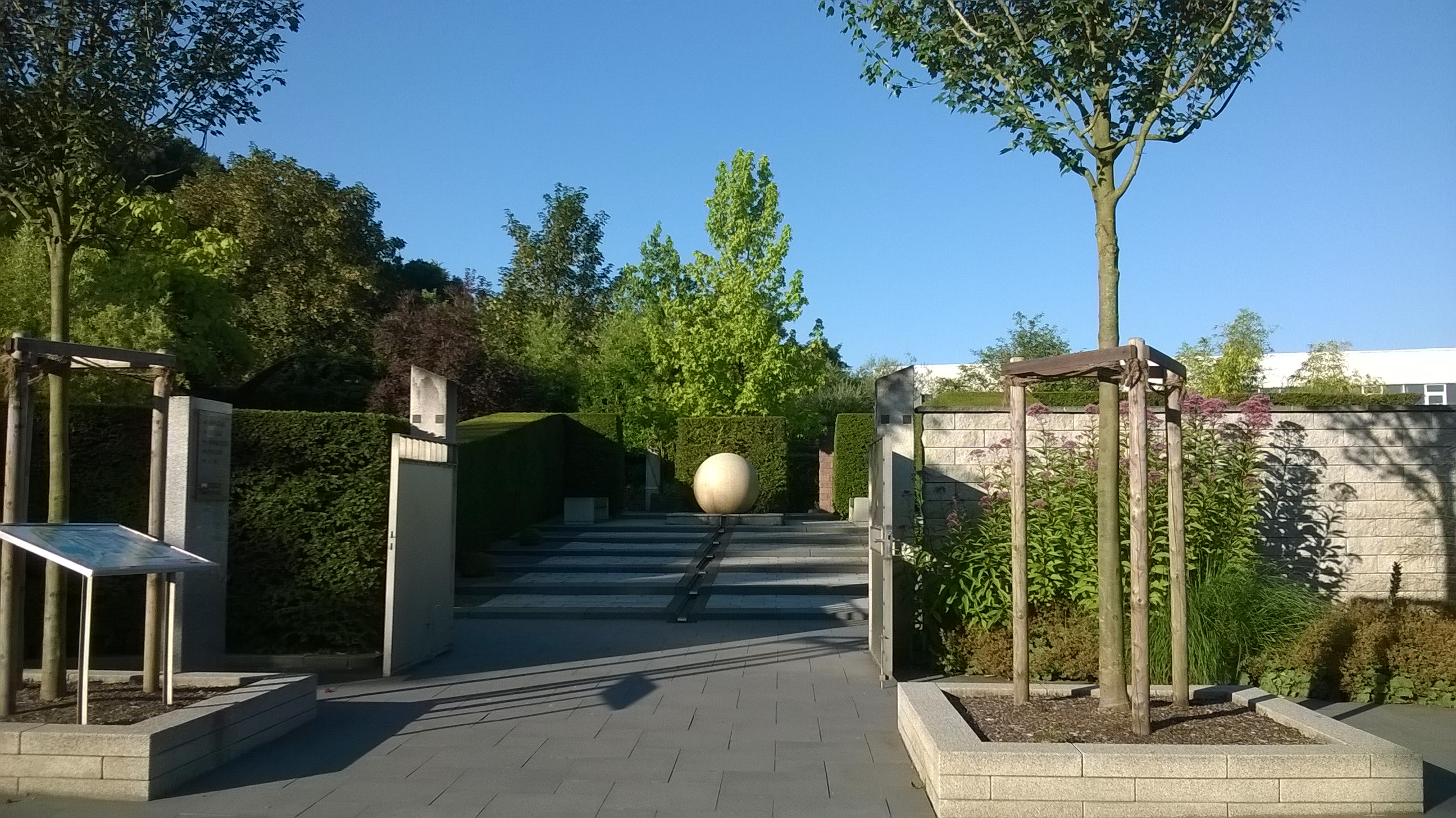
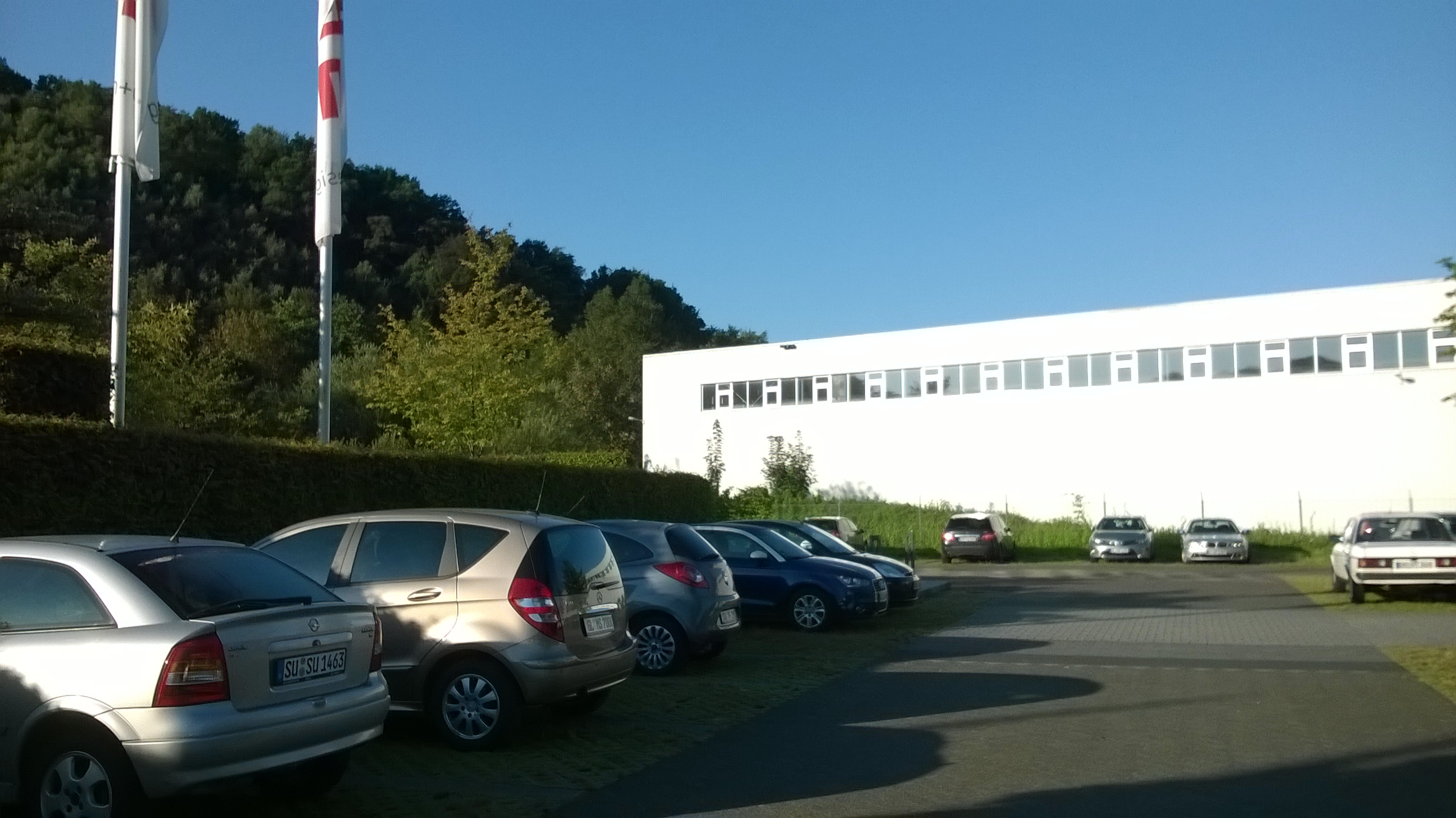